# Crissolo
Crissolo (piemontiul: Crisseul, okcitánul: Crisol) település Olaszországban, Piemont régióban, Cuneo megyében. Lakosainak száma 152 fő (2023. január 1.). Crissolo Bagnolo Piemonte, Bobbio Pellice, Oncino, Ostana, Pontechianale, Villar Pellice, Ristolas és Abriès-Ristolas községekkel határos.

## Népesség
A település lakossága az elmúlt években az alábbi módon változott:
| Lakosok száma | 169  | 162  | 152  |
|               | 2017 | 2018 | 2023 |